# Бісопролол
Бісопроло́л — лікарський засіб, бета-блокатор.
Лікарська форма — таблетки. Фармакотерапевтична група — селективні блокатори бета-адренорецепторів. Код АТС — С07А В07.

## Показання
- Артеріальна гіпертензія
- Ішемічна хвороба серця (стабільна стенокардія)
- Хронічна серцева недостатність[1]

## Фармакодинаміка
Бісопролол — селективний бета-1-адреноблокатор. При застосуванні у терапевтичних дозах не має власної симпатоміметичної активності і клінічно виражених мембраностабілізуючих властивостей. Чинить антиангінальну та гіпотензивну дію. Зменшує потребу міокарда в кисні завдяки зменшенню частоти серцевих скорочень і зменшенню серцевого викиду та зниженню артеріального тиску, збільшує постачання міокарда киснем внаслідок зменшення кінцево-діастолічного тиску і подовження діастоли. Препарат має дуже низьку спорідненість із бета-2-рецепторами гладкої мускулатури бронхів і судин, а також із бета-2-рецепторами ендокринної системи.

## Фармакокінетика
Бісопролол — ліпофільна сполука, що майже повністю (до 90 %) всмоктується зі шлунково-кишкового тракту. Ефект першого проходження через печінку виражений незначною мірою, що сприяє високій біодоступності — близько 90 %. В організмі людини активні метаболіти не утворюються. Бісопролол виводиться з організму двома шляхами: 50 % біотрансформується у печінці з утворенням неактивних метаболітів та виводиться нирками, 50 % виводиться нирками у незміненому вигляді. Дослідження in vitro з використанням мікросом печінки людини показали, що бісопролол метаболізується за участю ферментів цитохрому P450 CYP3A4 (~95 %), CYP2D6 відіграє лише невелику роль. Загальний кліренс бісопрололу становить 15 л/год. Період напіввиведення становить 10-12 год, що забезпечує терапевтичний ефект протягом 24 годин після одноразового прийому денної дози.

## Протипоказання
Підвищена чутливість, серцева недостатність у фазі декомпенсації, кардіогенний шок, атріовентрикулярна блокада II та III ступеня,синдром слабкості синусового вузла, синоатріальна блокада II ступеня, брадикардія (з частотою менше 50 уд./хв), схильність до бронхоспазму (бронхіальна астма, обструктивні захворювання дихальних шляхів), артеріальна гіпотензія (систолічний тиск менше 90 мм рт. ст.), пізні стадії порушення периферичного кровообігу, одночасний прийом інгібіторів МАО (за виключенням МАО-В). Діти до 12 років.

## Спосіб застосування та дозування
Бісопролол зазвичай застосовується перорально один раз на добу в ранкові години. Таблетку слід приймати цілою, не розжовуючи та не пошкоджуючи оболонку, запивати достатньою кількістю води. Не можна запивати бісопролол грейпфрутовим соком (див. Взаємодії).
Дозування препарату, тривалість та час прийому визначає лікар виходячи з основної мети лікування (ХСН, артеріальна гіпертензія чи стенокардія).

## Побічні ефекти
Нижче зазначені побічні ефекти трапляються не у всіх пацієнтів, що приймають бісопролол. Частота виникнення побічних ефектів коливається від частих (брадикардія) до спорадичних (кон'юнктивіт).

З боку серцево-судинної системи: брадикардія, відчуття холоду або оніміння кінцівок, ортостатична гіпотензія, ознаки погіршення серцевої недостатності (у пацієнтів з хронічною серцевою недостатністю), порушення атріовентрикулярної провідності.

З боку нервової системи: запаморочення, головний біль, синкопе.

З боку органів зору: зниження сльозовиділення (треба враховувати при носінні контактних лінз), кон'юнктивіт.

З боку органів слуху: погіршення слуху.

З боку дихальної системи: бронхоспазм у пацієнтів з бронхіальною астмою в анамнезі та хронічними обструктивними захворюваннями дихальних шляхів, вазомоторний риніт.

З боку травного тракту: нудота, блювання, діарея, закреп.

З боку шкіри: реакції гіперчутливості — свербіж, підвищена пітливість, почервоніння, висипання. При лікуванні бета-блокаторами може спостерігатись погіршення стану хворих на псоріаз у вигляді псоріатичного висипання, алопеція.

З боку кістково-м'язової системи: м'язова слабкість, судоми.

З боку печінки: медикаментозний гепатит.

З боку репродуктивної системи: порушення потенції.

Психічні розлади: депресія, порушення сну, нічні кошмари, галюцинації, парестезії.

Лабораторні показники: підвищення рівня тригліцеридів у крові, підвищення активності печінкових ферментів у плазмі крові (АСТ, АЛТ).

Організм у цілому: астенія, підвищена втомлюваність (Стосується тільки пацієнтів з артеріальною гіпертензією або ішемічною хворобою серця). Ці симптоми зазвичай виникають на початку терапії, слабко виражені і зникають протягом перших 1-2 тижнів.

## Передозування
Найчастішими ознаками передозування бісопрололу є брадикардія, артеріальна гіпотензія, гостра серцева недостатність, гіпоглікемія і бронхоспазм. У випадку передозування необхідно негайно звернутися до лікаря. Залежно від ступеня передозування припиняють лікування препаратом та проводять підтримуючу і симптоматичну терапію. Є обмежені дані, що бісопролол важко піддається діалізу.

## Застосування у період вагітності або лактації
Як правило, бета-адреноблокатори зменшують кровотік у плаценті та можуть негативно вплинути на розвиток плода. Категорія за FDA: C. Жінкам, що годують немовлят, препарат не рекомендований через можливу дію на малюка, оскільки бісопролол екскретується у грудне молоко.

## Особливості застосування
Бісопролол може негативно позначитися на швидкості психомоторних реакцій, тому в період застосування бісопрололу слід бути особливо обережним при керуванні механізмами і транспортними засобами, особливо напочатку лікування та при підвищенні дози.

## Взаємодії
Сумісне застосування препарату з іншими лікарськими засобами може впливати на ефект і переносимість цих препаратів.

Антиаритмічні засоби І класу (наприклад хінідин, дизопірамід, лідокаїн, фенітоїн, флекаїнід, пропафенон): негативний вплив на атріовентрикулярну провідність та інотропну функцію міокарда.

Антагоністи кальцію групи фенілалкінамінів (верапаміл), меншою мірою — бензотіазепінів (дилтіазем): негативний вплив на скорочувальну функцію міокарда та атріовентрикулярну провідність. Внутрішньовенне введення верапамілу може призвести до вираженої гіпотензії та атріовентрикулярної блокади у пацієнтів, які приймають бета-блокатори.

Гіпотензивні препарати з центральним механізмом дії (клонідин, метилдопа, моксонідин, рілменідин): можуть призвести до погіршення серцевої недостатності. При комбінованій терапії раптова відміна цих засобів може підвищити ризик рефлекторної гіпертензії (синдром відміни).

Органічні нітрати для лікування стенокардії (ізосорбіду мононітрат, ізосорбіду динітрат, нітрогліцерин): можливе надмірне зниження артеріального тиску, підвищується ризик ортостатичного колапсу.

Інгібітори МАО-А (моклобемід, ніаламід): припинення прийому інгібіторів МАО-А на тлі терапії бісопрололом може спровокувати гіпертензивний криз.

Інші взаємодії: під час лікування бісопрололом не рекомендовано вживати грейпфрут (грейпфрутовий сік), карамболу (старфрут), які пригнічують метаболізм бісопрололу та посилюють його ефекти.

Алкогольні напої можуть спричинити надмірне зниження артеріального тиску.